# Birling (Northumberland)
Birling – wieś w Anglii, w hrabstwie Northumberland. Leży 43 km na północ od miasta Newcastle upon Tyne i 438 km na północ od Londynu.